# Sebaste de Cilícia
Sebaste (Σεβαστή) era a una ciutat en una petita illa de la costa de l'anomenada Cilícia Aspera, entre Coricos i la boca del riu Lamus; la ciutat fou construïda pel rei Arquelau de Capadòcia. Va rebre el seu nom en honor d'August i abans es va dir Eleusa (Elaeusa). Fou parcialment destruïda per un terratrèmol. L'illa va quedar unida al continent per un banc d'arena. Estava situada entre Coricos i la desembocadura del Lamis. Encara en queden unes restes amb un temple amb restes d'haver estat destruït per un terratrèmol, un teatre, i tres aqüeductes. Avui dia l'illa ja està unida a la costa.